# Никах

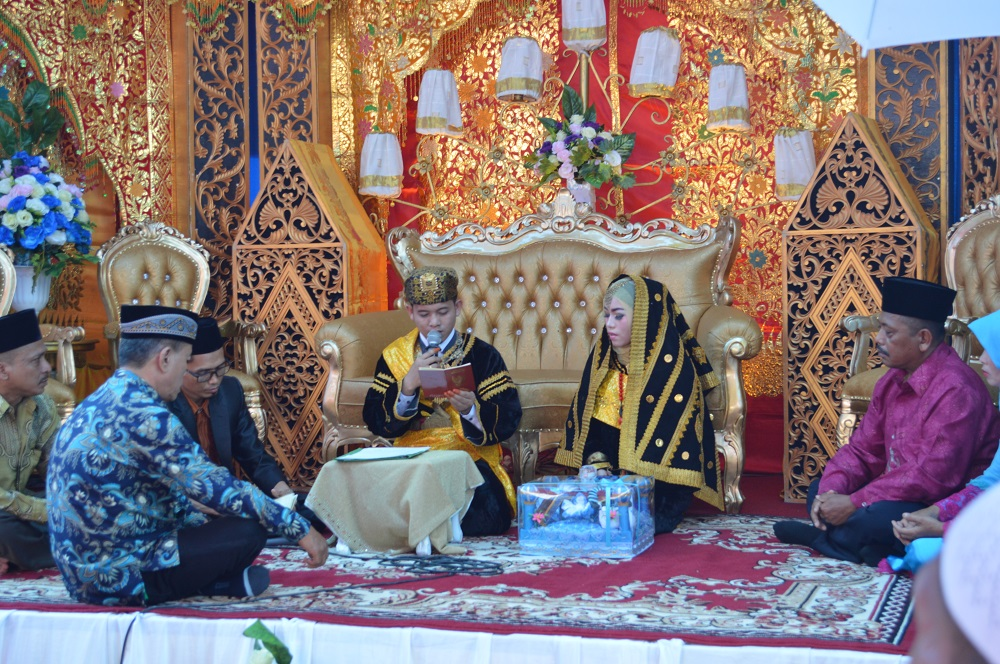
Никах у минангкабау

Ника́х (араб. نكاح‎ —  бракосочетание‎), джава́з, зава́дж, урс — в исламском семейном праве брак, заключаемый между мужчиной и женщиной. Для того, чтобы брак был действительным, необходимо выполнить ряд условий. Супруг должен быть совершеннолетним мусульманином и не подпадать под категорию махрам. Мужчинам разрешено жениться только на мусульманках, христианках и иудейках.
Бракосочетание состоит из нескольких этапов:
1. Сговор.
2. Сватовство (хитба).
3. Передача невесты в дом жениха (зифаф).
4. Свадебное торжество (урс, валима)➤.
5. Фактическое вступление в брачные отношения (никах)➤.

Обязательными условиями бракосочетания считаются:
1. Согласие на бракосочетание➤.
2. Наличие свидетелей➤.
3. Уплата махра➤.
4. Содержание жены и хорошее обращение с ней, исполнение супружеских обязанностей и содержание детей.
5. Количество жён в исламе ограничено четырьмя➤.
6. Временный брак запрещён у суннитов, но признаётся полностью законным у шиитов➤.
7. Запрещено заключение фиктивных браков с целью вернуться к мужу после третьего развода➤.

## Прекращение никаха
Никах должен прекратиться в следующих условиях:
- (Сознательное) вероотступничество одного из супругов. Если жена перешла в иудаизм или христианство, то разрешается остаться в браке, если же муж перестал быть мусульманином или жена приняла какую-то неавраамическую религию, то следует развестись.
- Принятие ислама одним из супругов-немусульман. В ханафитском мазхабе человек, принявший ислам должен спросить супруга, примет ли тот ислам, и в случае категоричного отказа следует развестись после идды. Если мужчина принял ислам, а его жена — христианка или иудейка, то можно остаться в браке.
- Третий таляк, а также первый или второй талак, если кончился период идды.
- Если супруги узнали, что они являются махрамами.

## Терминология
Согласно мухаддису Ибн Абу Зейд аль-Кайрувани — слово никах лингвистически означает половой акт, на практике, слово обозначается для брачного контракта. Никах является частью правового (фикх) и семейного института ислама.

## Требования к брачующимся
Брак считается богоугодным делом и как таковой дозволен каждому мусульманину. В исламе рекомендуется, чтобы муж и жена соответствовали друг другу по возрасту и общественному положению. При заключении любого брака требуется согласие невесты, но оглашает решение невесты отец или опекун. Вдова или разведенная женщина даёт согласие сама через доверенного. Наличие телесных недостатков не является препятствием для заключения брака. Что касается слабоумия, то ханафиты и ханбалиты считают законным брак, который умственно неполноценный человек заключил сам, однако джафаритский и шафиитский мазхабы настаивают на получении разрешения опекуна такого человека в качестве необходимого условия.
Однако существуют некоторые ограничения. Супруга не должна подпадать под категорию махрам. К ним относятся: мать (в том числе молочная мать), бабушка, дочь, внучка, родная и молочная сестра, дочь родной сестры или дочь родного брата, сестра матери или сестра отца, тёща, бабушка жены, падчерица, мачеха и невестка. Кроме того на период женитьбы запрещён брак с сестрой жены, её тётей и племянницей. Разрешено кровное родство не ближе третьей степени по боковым линиям.
Коран запрещает (харам) мусульманкам выходить замуж за немусульманина. Мужчинам-мусульманам запрещено жениться на язычнице или неверующей женщине (атеистке, агностике) и разрешено, но нежелательно (макрух танзих) жениться на христианках или иудейках. Нежелательность брака с женщинами из категории «людей Писания» в немусульманской стране вообще граничит с полным запретом (макрух тахрим).
Сожительство с женщиной без заключения брака в исламе запрещено (харам) и считается прелюбодеянием (зина).
За неполноправных и недееспособных решают хозяева, опекуны и посредники. Браки со своими рабами или рабынями (джариями) запрещены. В далекие времена: сожительство господина с рабыней допускалось; разрешался брак с чужими рабами и брак между рабами. Для заключения брака раб должен был получить разрешение хозяина. Раб имел право жить одновременно только с двумя жёнами.
Количество жён в исламе ограничено четырьмя, поэтому человек, имеющий четырёх жён и желающий взять в жёны ещё одну, должен развестись с одной из прежних. Полиандрия (многомужество) в исламе запрещено. Вдова или разведённая женщина прежде чем вновь выйти замуж должна выждать определённый срок «идда», который в зависимости от мазхаба составляет от 4 до 20 недель.
При выборе невесты мужчинам рекомендуется обращать внимание на её религиозность, нрав, красоту, способность рожать и происхождение. В случае выбора невесты-родственницы предпочтительнее жениться на дальней, а не близкой родственнице.

### Совершеннолетие
Все мазхабы сходятся на том, что произносящие формулу брачного договора мужчина и женщина должны быть вменяемыми и взрослыми (балиг), если только брак не заключается их попечителями. Девственница не может выйти замуж без согласия попечителя, даже если она совершеннолетняя. Существует консенсус (иджма) учёных всех мазхабов, что появление менструаций и способность забеременеть являются признаками совершеннолетия для девушек, что позволяет им вступать в брак. Тем не менее, различные школы фикха устанавливают разный возраст совершеннолетия при отсутствии менструаций у девочек и выхода семени или поллюции у мальчиков. Так, по шафиитскому и ханбалитскому мазхабу совершеннолетие и для юношей, и для девушек наступает в пятнадцать лет, по маликитскому — в семнадцать лет, по ханафитскому — в восемнадцать, а по джафаритскому — в девять у девочек и в пятнадцать у мальчиков. Однако современные шиитские учёные — такие, например, как Макарем Ширази — в своих фетвах не рекомендуют девушкам вступать в брак в столь раннем возрасте.

## Этапы бракосочетания

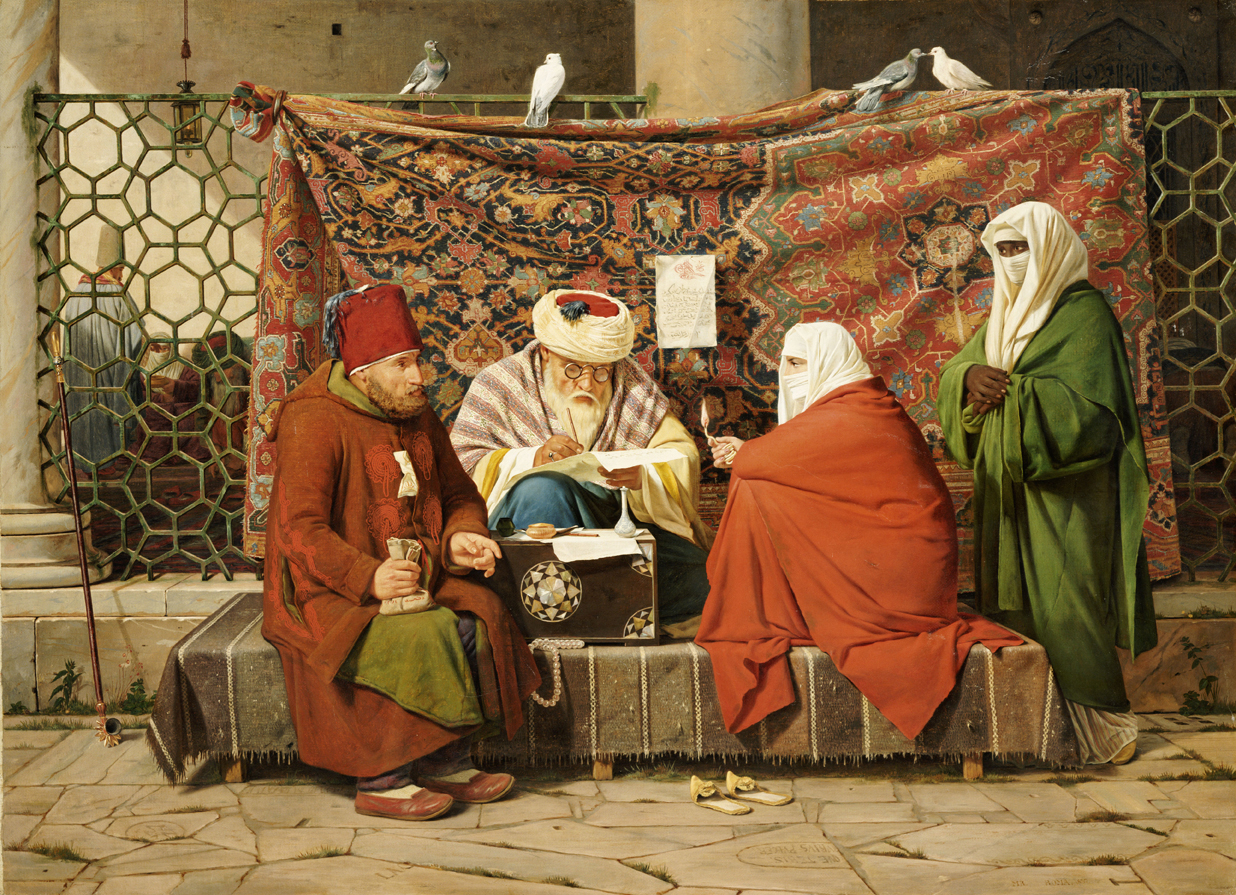
Процесс никаха рядом мечети.

Порядок бракосочетания в исламе сложился на основе доисламского семейно-правового комплекса. Его разработкой занимались исламские правоведы первых веков ислама. Бракосочетание состоит из нескольких этапов:
- Первый этап — сговор, сватовство (хитба). Жених сам или через доверенного делает предложение доверенному невесты (отцу или опекуну) и договариваются об имуществе, выделяемом мужем жене (махр) и других условиях, которые входят в брачный договор (сига).
- Второй и третий этапы — передача невесты в дом жениха (зифаф) и свадебное торжество (урс, валима). Если невеста ещё ребёнок, то её передача откладывается до достижения ею совершеннолетия (13—15 лет). Во время свадебного торжества оглашается брачный договор (сига) и выплачивается махр или его часть (садак).
- Четвёртый этап — фактическое вступление в брачные отношения (никах), после которого бракосочетание считается свершившимся[8].

Бракосочетание желательно провести в мечети. Брачный договор заключается при свидетелях, которыми могут быть двое мужчин или один мужчина и две женщины согласно ханафитскому мазхабу.
Обрядность бракосочетания зависит от достатка и общественного положения семей брачующихся и от местных обычаев. Мусульманам по возможности желательно пригласить на свадебную трапезу друзей и родственников. В настоящее время в большинстве исламских стран брак регистрируется брачным нотариусом (ма’зуном). Несмотря на то, что общий процент полигамных браков никогда не был высок, в некоторых странах принимаются меры по ограничению таких браков, вплоть до полного их запрещения.
Вдова или разведённая женщина может выйти замуж за другого мужчину после истечения срока идда.

### Смотрины
Шариат обязывает жениха, прежде чем жениться, посмотреть на женщину, к которой он собирается посвататься. Это необходимо и для того, чтобы женщина познакомилась с мужчиной, которому предстоит стать её мужем, и для того, чтобы у жениха было ясное представление о его будущей жене. Мужчине разрешается посмотреть на женщину, к которой он сватается, независимо от того, даст она на это своё разрешение или нет. Он может делать это неоднократно, однако ему дозволено смотреть только на её лицо и кисти рук. По мнению имама Ахмада и аль-Аузаи, помимо лица и кистей рук, мужчине дозволяется увидеть её шею, руки и ступни.

### Согласие на брак
Все мазхабы, кроме ханафитского, настаивают на том, что условием действительности брака является добровольное согласие обеих сторон. Если невеста является девственницей, необходимо также согласие её опекуна.
Согласие на брак со стороны законного опекуна (вали) обязательно, если девушка раньше не была замужем и является девственницей, согласно хадисам: «Брак женщины, которая вышла замуж без разрешения её опекуна, недействителен», а также: «Брак не должен происходить без опекуна». Либо, если женщина уже взрослая или разведена, тогда, согласно хадису, «Бывшая ранее замужем женщина должна иметь право решить сама за себя, тогда как у девственницы нужно спросить согласия на замужество, и знак её согласия — молчание».

### Серьёзность намерений
Согласно четырём суннитским мазхабам, если мужчина или женщина произнесут формулу брака или развода в шутку, брак или развод, тем не менее, считаются действительными. Аналогичным образом они допускают заключение брака на языке жестов. Однако в соответствии с джафаритским фикхом во всех этих случаях брак или развод не имеет силы.

### Сговор
Формула брачного договора должна содержать в себе предложение (иджаб), сделанное невестой или её представителем (опекуном или попечителем), и соответствующим ответом жениха или его представителя (кабуль). Без произнесения данной формулы брак считается недействительным. Согласно маликитскому, ханбалитскому и джафаритскому мазхабам, она должна включать слова «завваджту» или «анкахту» («я вышла замуж»), произнесённые невестой, и фразу «кабильту» («согласен») со стороны жениха. Кроме того, данные мазхабы требуют, чтобы ответ на предложение был дан немедленно. В противном случае в данных правовых толках брак расценивается как недействительный. Впрочем, ханафиты разрешают использовать не только эти, но и любые слова и выражения, подразумевающие акт женитьбы, и не ставят условие, что ответ должен быть незамедлительным. Шафииты считают обязательным (ваджиб), чтобы слова, употребляемые в формуле, с грамматической точки зрения были производными от основ «заваджа» или «накаха».
Согласно всем мазхабам, разрешается читать формулу на родном языке вступающих в брак, если нет возможности прочесть её на арабском. Однако исламские правовые школы расходятся в этом вопросе в случае, если есть возможность произнести формулу брачного договора на арабском. В таком случае шафииты и джафариты считают недействительным брачный договор, формула которого читалась на ином языке, в то время как ханафиты, маликиты и ханбалиты признают его законность.

### Брачный контракт
Согласно ханбалитскому мазхабу, если муж при заключении брака обязуется не заставлять жену покидать её город или страну, или не забирать её с собой в командировки, или не брать вторую (третью, четвёртую) жену, то и это условие, и брачный контракт имеют силу. В соответствии с ханафитским, шафиитским и маликитским фикхом такое условие силы не имеет, однако сам брак считают действительным.
По ханафитскому мазхабу, если муж поставит условие, что жена будет иметь право на развод по собственной инициативе, такое условие не может быть принято. Однако если она сама оговорит само своё право на развод, тогда и данное условие, и сам брак имеют силу.
По джафаритскому же мазхабу, если при заключении брака жена поставит условие, что её муж не должен брать ещё одну жену, или что он не может развестись с ней, или не может запрещать ей идти куда бы то ни было, или что в её ведении будут находиться вопросы развода, или что он не будет наследовать от неё и прочие условия, противоречащие нормам Шариата, эти условия не будут иметь силы, однако сам брак будет считаться законным. Однако она может поставить многие другие условия — например, что муж не будет заставлять её покидать родину, или что он должен предоставить ей особое жильё, или что он разрешает ей заниматься определённой дозволенной деятельностью (преподаванием и т. д.) и т. д. Если муж согласился, но не исполняет этих условий, жена имеет право подать на развод, однако если он отклонил эти условия при заключении брака, она не имеет права требовать развода. Тем не менее, если жена откажется покидать свою родину вместе с ним и т. п., она имеет полное право на материальное обеспечение со стороны мужа и иные гарантии, которыми женщина пользуется в постоянном браке.

### Свидетели
Согласно шафиитскому, ханафитскому и ханбалитскому мазхабу присутствие на бракосочетании как минимум двух свидетелей мужского пола является обязательным условием законности брака. Ханафиты полагают достаточным присутствие двух мужчин либо одного мужчины и двух женщин. Однако если все свидетели — женщины, такой брак расценивается ханафитами как недействительный. В ханафитском мазхабе справедливость свидетелей не является необходимым требованием. Однако ханбалиты и шафииты настаивают на том, чтобы эти свидетели были справедливы (адиль). Что касается маликитов, то они считают допустимым произнесение брачной формулы без присутствия свидетелей. Однако факт первой брачной ночи при этом должен быть засвидетельствован двумя мужчинами, в противном случае договор о браке аннулируется и объявляется о разводе без права возвращения.
В джафаритском мазхабе присутствие свидетелей вообще не считается обязательным (ваджиб), оно лишь желательно (мустахабб). Если мужчина-мусульманин женится на не мусульманке, то свидетелями с её стороны могут быть и не мусульмане. Тем не менее, все пять перечисленных школ считают достаточным, чтобы о браке знал лишь узкий круг людей, оповещение широких слоёв общественности о совершившемся браке не обязательно.

### Махр
Имущество, которое муж выделяет жене при заключении брака, называется махром. Махр является одним из главных условий для заключения брака. Махр определяется во время сговора (хитба) по соглашению между представителями сторон брачующихся. В случае вдовства или развода по требованию мужа (таляк) махр остаётся у жены. Махр выплачивается непосредственно жене и является частью её собственности. На обязательность махра указывает 4 аят суры ан-Ниса.
В качестве махра могут выступать всё, что имеет какую-либо стоимость и на что может быть распространено право собственности. Это могут быть деньги, драгоценные камни или металлы, или любое другое ценное имущество. Если супруги не оговорили размер махра при заключении брачного договора, то в этом случае отдается установленный шариатом минимальный размер махра. Так, в ханафитском мазхабе минимальный махр равен стоимости 33,6 граммов серебра или 4,8 граммов золота; в маликитском — три дирхема; в джафаритском мазхабе махром может служить, всё, что имеет хотя бы мизерную стоимость. Если супруги уже имели интимные отношения, муж обязан либо заплатить эту сумму, либо расторгнуть брак и выплатить половину от неё. Выплата меньшей суммы запрещено, даже если она оговаривалась до заключения брака.
Во всех суннитских правовых школ, за исключением маликитского, махр не является необходимым (фард) условием для заключения брака. Таким образом, если немаликит по каким-то исключительным причинам не сумел выплатить махр, то его брак не расторгается.
Время выплаты махра должно быть оговорено при заключении брака. Он может быть выплачен либо сразу по заключении брачного договора, либо путём разделения на части, либо при разводе. Махр может быть передан опекуну или доверенному жены, либо непосредственно жене. Неуплата махра в обусловленный срок дает жене право на условный развод (фасх), который продолжается впредь до его уплаты.

### Свадебные торжества
Во время проведения свадебного торжества (урс) новобрачные встречаются, после чего невеста переходит из дома отца в дом мужа. Данный обычай относится к числу узаконенных шариатом. На этих торжествах царит всеобщая радость; близкие друзья, родственники и соседи разделяют радость с молодоженами и поздравляют их по случаю заключения брака. Во время свадьбы допускаются некоторые невинные развлечения, доставляющие людям радость и украшающие торжество. Во время свадебных торжеств женщина входит в дом мужа в окружении улыбающихся и оказывающих ей знаки уважения людей.
В некоторых странах во время проведения мусульманских свадеб совершается ряд запретных действий, противоречащих духу ислама. К числу наиболее запретных вещей относится совместное времяпрепровождение мужчин и женщин, танцы, песни и распитие алкогольных напитков.

### Первая брачная ночь
В первую брачную ночь для жениха желательно (мустахабб) угостить невесту сладостями (например, мёдом), дозволенными напитками (молоко) и пряностями.
Перед вступлением в интимную связь, мужу желательно положить руку на лоб своей супруге, сказать басмалу и произнести следующую мольбу: «О Аллах! Воистину, я прошу у Тебя от неё добра и всего доброго, чем Ты её одарил! И прибегаю к Тебе от её зла и от всего злого, чем Ты её наделил».
После этого супругам рекомендуется совершить совместную двухракаатную молитву (намаз) и прочитать следующую мольбу (дуа): «О Аллах, благослови меня в отношениях с моей женой (мужем) и её (его) в отношениях со мной. О Аллах, утверди между нами благо и при разлуке разлучи нас по-доброму!».
Если жена не была замужем до этого и является девственницей, то после заключения брака супруг должен провести с ней семь ночей. А если новоиспечённая жена была замужем до этого, то следует уделить ей три ночи. Непосредственно перед сближением, как в первую, так и в последующие ночи, муж должен создать прелюдию к интимной близости с помощью слов, поцелуев и любовных игр и т. п. Во время полового акта жених должен быть чрезвычайно мягким и нежным к своей невесте.
У некоторых народов, исповедующих ислам, принято после первой брачной ночи демонстрировать «доказательство» девственности супруги. Этот процесс является пережитком местных обычаев, не имеет ничего общего с исламским этикетом и более того, запрещается шариатом.

## Виды брака
Заваджем (синонимы джаваз, никах, урс) в исламе называется брак, в котором выплачивается махр, при этом жёны, которым выплачен махр, равны между собой.

### Временный брак
Согласно четырём суннитским мазхабам, брак, заключаемый не пожизненно, а на определённый срок, недействителен. Однако джафаритский мазхаб признаёт временный брак полностью законным и основанным на предписаниях Корана (аят 24 суры 4), считая его запрет инициативой халифа Умара ибн аль-Хаттаба, а не пророка Мухаммада.

### Полигамный брак
Все учёные единодушны в том, что мужчина может иметь одновременно несколько жён, максимум — четыре. Они основываются на 3 аяте суры ан-Ниса.
При этом, если мужчина разводится с одной из своих четырёх жён, он не имеет право жениться на новой женщине в период идды бывшей супруги, если у них есть право на возобновление брака (то есть развод не был трёхкратным). Однако если имел место троекратный развод, то мужчине разрешено жениться на новой женщине, в том числе и на родной или сводной сестре своей бывшей жены, ещё в тот период, когда она выжидает срок идда.

### Фиктивный брак
Если мужчина развёлся с женщиной три раза, то для того, чтобы жениться на ней в четвёртый раз, женщине необходимо выйти замуж за другого мужчину, вступить с ним в интимные отношения. После смерти второго мужа или развода с ним она вновь может выйти замуж за первого. Некоторые мусульмане, попавшие в такую ситуацию и желающие вновь воссоединиться, вступают в фиктивный брак (никах тахлиль) с целью последующего развода. Данный вид брака в исламе запрещён.